# Bukovče
Bukovče es un pueblo ubicado en la municipalidad de Negotin, en el distrito de Bor, Serbia.

## Superficie
Posee una superficie de 18,33 kilómetros cuadrados.

## Demografía
Hasta 2011 la población era de 1136 habitantes, con una densidad de población de 61,96 habitantes por kilómetro cuadrado.